# Ольха зелёная
Ольха́ зелёная, или Ольха го́рная (лат. Álnus alnobétula, ранее — Alnus viridis), — листопадное дерево или кустарник, вид рода Ольха (Alnus) семейства Берёзовые (Betulaceae).
Наиболее зимостойкий вид рода, встречается даже в Арктике.

## Ботаническое описание

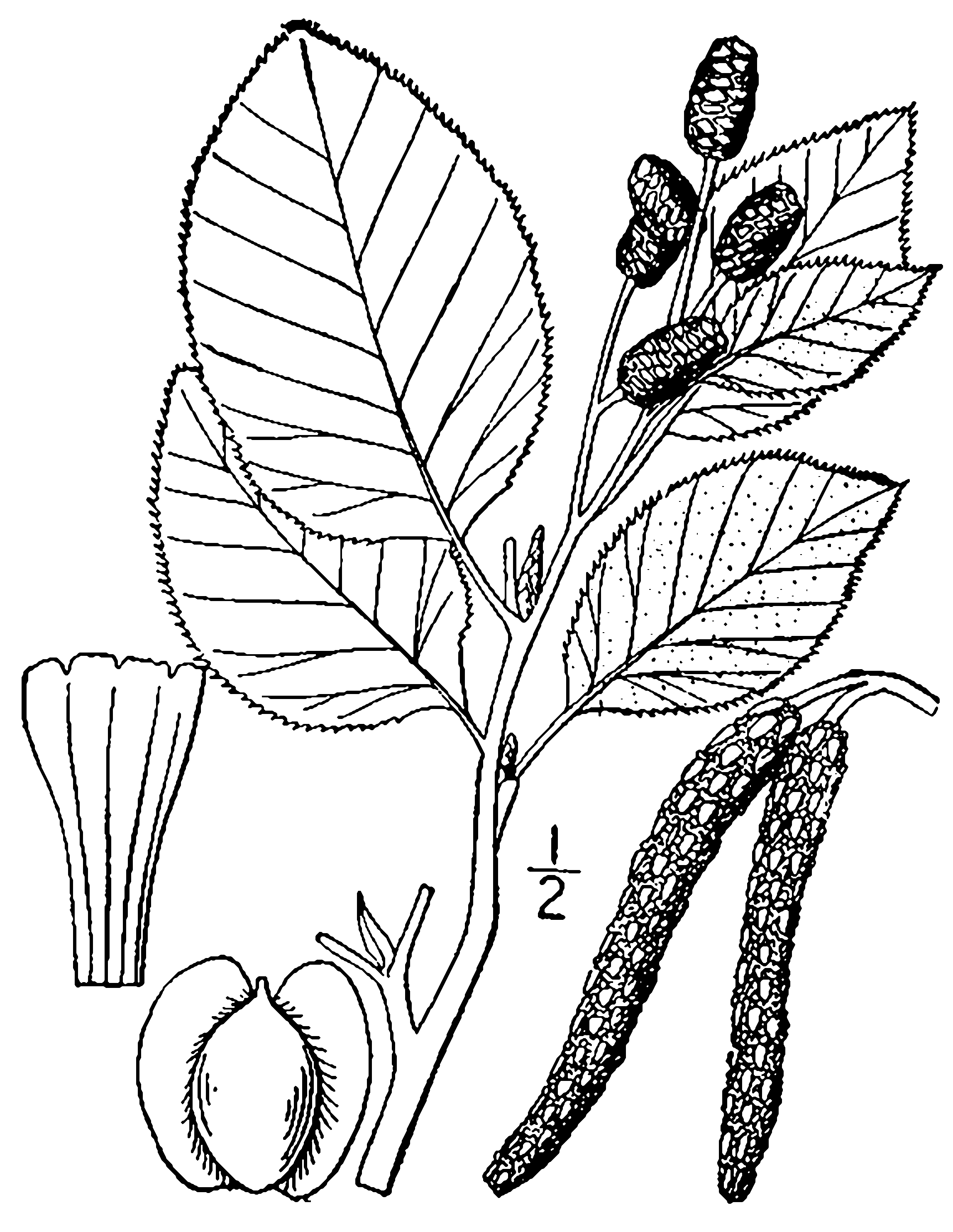
Britton N. L., Brown A. в журнале «Illustrated flora of the northern states and Canada», том 1 (1913)

В северных частях своего ареала приземистый или даже ползучий кустарник с укороченными и искривлёнными ветвями; в южных частях ареала, в Сибири и на Дальнем Востоке дерево до 6 м высотой, а ольха вырезанная (Alnus viridis subsp. sinuata (Regel) Á. Löve & D. Löve) до 12 м высотой. Представляет собой как бы переходную форму между берёзой и ольхой.
Кора гладкая, тёмно-серая. Молодые ветви бурые или зеленовато-серые, а побеги красновато-коричневые, сплюснутые, клейкие, с белыми чечевичками.
Почки сидячие, конусовидные, покрыты тремя чешуйками, две из которых составляют прилистники, клейкие, боковые, отстоящие. Листья меньше, чем у других видов ольхи, очередные, яйцевидные или широкояйцевидные, кверху равномерно суженные, острые, с округлым, часто неравнобоким, реже широко-клиновидным основанием, (4—7)5—10 см длиной, 3—5(7) см шириной, мелко-остронеравно-, иногда двоякозубчатые, с 8—10 парами жилок, сверху тёмно-зелёные, глянцевые или матовые, голые, снизу светлее, часто смолистые от клейких желёзок, в нижней части по главной жилке и в углах жилок с рыжеватыми волосками, с черешками длиной 1—2,5 см. У ольхи вырезанной листья 6—12 см длиной, мелколопастные, острозубчатые по краю, бледно-зелёные сверху и бледнее снизу, с 5—10 парами жилок.
Тычиночные серёжки сидят отдельно или по парам, почти прямые или слегка наклонные, длиной (3)3,5—6 см, с фиолетово-бурыми прицветными чешуями и ярко-жёлтыми пыльниками, распускаются одновременно с развёртыванием листьев. Пестичные серёжки, или шишки, сидят гроздьями по 4—7, на опушённых тонких черешках, овальные, (1—1,2)1,2—2,0 см длиной, в кистях с 1—3 листьями при основании; рыльца ярко-красные. У ольхи вырезанной шишки 1,5 см длиной, по 3—6 в кистях, на тонких ножках длиной до 2 см. Цветёт после развития листьев, с конца апреля по июнь, в тундре даже в июле.
Плод — орешек, эллиптический, крылатый; крылья равны или несколько у́же ширины орешка, расширяющиеся кверху и сужающиеся книзу.
|                                                 |  |  |
| Слева направо: тычиночные серёжки, шишки, плоды |  |  |

## Распространение и экология
Встречается в умеренных и субарктических районах Северного полушария:
- Центральная Европа: Австрия, Чехия, Словакия, Германия (юг), Венгрия (запад), Польша (юг), Швейцария;
- Южная Европа: Босния и Герцеговина, Франция, включая Корсику, Болгария, Италия (север), Македония, Румыния, Сербия, Словения;
- территория бывшего СССР: Белоруссия, Украина (запад), Архангельская (север), Кировская области, Пермский край, Алтай, Бурятия, Читинская область, Иркутская, Кемеровская области, Красноярский край, Новосибирская, Томская, Омская области, Тува, Тюменская область, Якутия, Амурская область, Камчатка, Хабаровский край, Курилы, Магаданская область, Приморье, Сахалин;
- Азия: Северо-Восточная Монголия, Япония (Хоккайдо, Хонсю), Корея, Китай;
- Канада: Северо-Западные территории, Юкон, Гренландия (юг), Нью-Брансуик, Ньюфаундленд, Онтарио, Новая Шотландия, Остров Принца Эдуарда, Британская Колумбия, Альберта, Квебек, Манитоба, Саскачеван;
- США: Аляска, Мэн, Массачусетс, Мичиган, Нью-Хемпшир, Нью-Йорк, Пенсильвания, Вермонт, Миннесота, Висконсин, Айдахо, Монтана (запад), Орегон, Вашингтон, Вайоминг (северо-запад), Северная Каролина (запад), Теннесси, Калифорния (север).

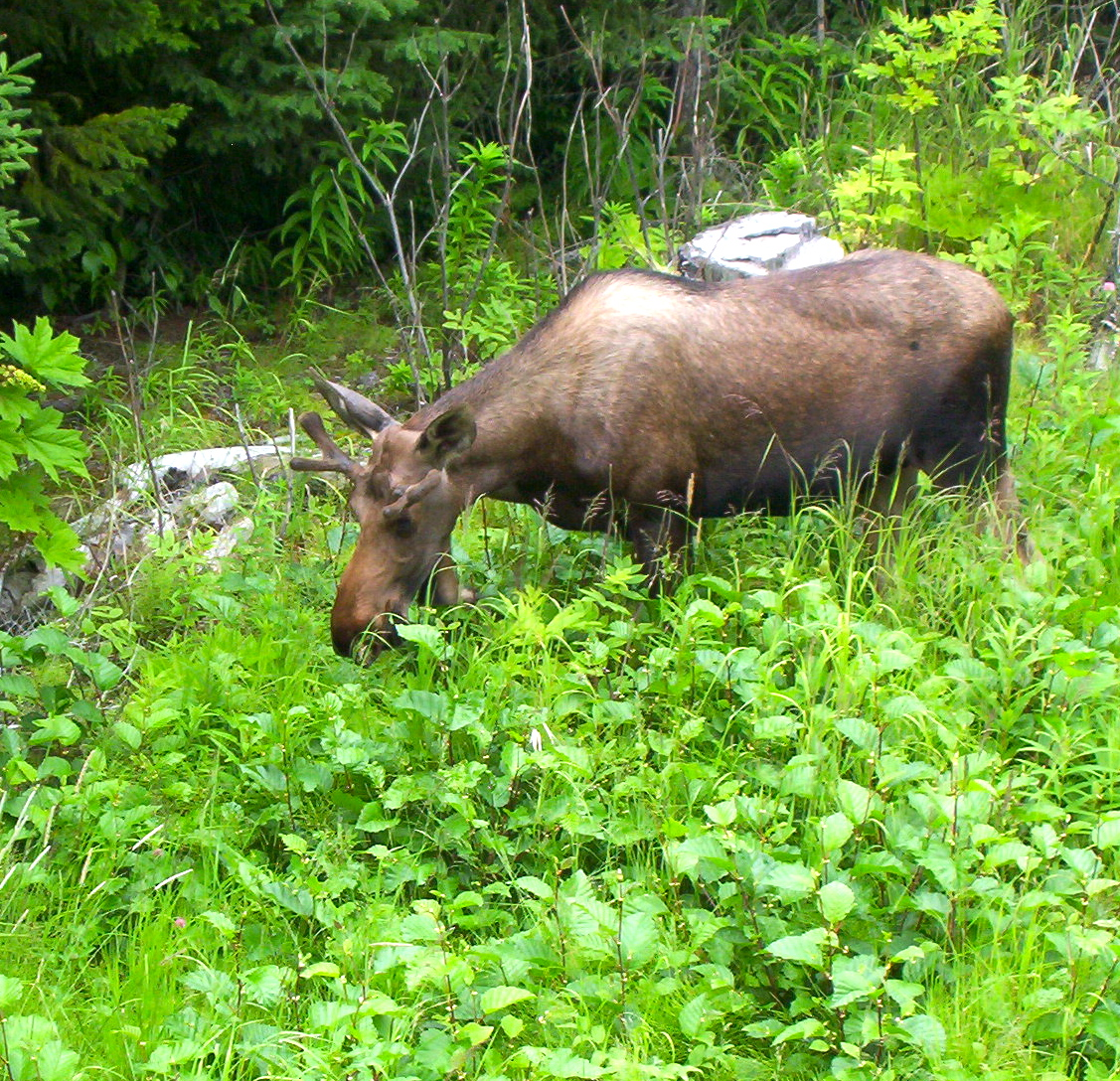
Молодой самец лося у поросли ольхи, Аляска

Растёт в северных районах России в приречных песках, по лесным опушкам в лиственных лесах; в зоне тайги и субальпийском (подгольцовом) поясе гор, в еловых и лиственничных редколесьях, в пойменных зарослях ив, на прогалинах в сообществах кедрового стланика, на холодных моховых болотах; по склонам гор и в речных долин образует густые заросли; в зоне лесотундры и даже тундры; в южных районах — в горных долинах, на галечниках, по щебнистым склонам и каменистым осыпям. В Европейской части России встречается на реке Кулой, в бассейнах Мезени и Печоры, в Приполярном и Северном Урале; на Полярном Урале растёт в подгольцовом поясе гор в наиболее влажных местах, зимой укрытых снегом; в Западной Сибири южная граница ареала проходит по линии Пелым — село Демьяновское на Иртыше — Томск; встречается на Среднесибирском плато, в Якутии, Восточных Саянах, в районе озера Косогол, Прибайкалье, на крайнем запада Забайкалья, на горе Сохандо, в горах Лено-Амурского водораздела, на Магаданском побережье (от Магадана до низовьев Амура), на Шантарских островах, на севере Сахалина, на Курильских островах (остров Парамушир), на Камчатке; в низовьях Колымы доходит до 69°24'; встречается на Северо-Анюйском хребте (река Раучуа), Чаунской низменности, в окрестностях Певека; северная граница в Северо-Чукотском округе пересекает реку Пегтымель вблизи устья Кувета и проходит по северным склонам долины реки Чантальвэгыргына; встречается на побережье Залива Креста, в бассейнах Анадыря и Пенжины, в районе Гижигинской губы, на Корякском хребте (бассейн Матыскена), на побережье Залива Корфа, на мысе Олюторский; имеются два изолированных местонахождения на Чукотском полуострове (юго-восточное побережье Залива Креста и река Гетлянын). В бассейне Анадыря и на Корякской земле растёт в долинах рек, в равнинных ерниковых сообществах; на склонах речных долин и нижних частях горных склонов образует чистые заросли или с примесью кедрового стланика. На крайнем северо-востоке Сибири заросли кустарниковой ольхи очень обычны и выделяются в самостоятельную зону кустарниковой ольхи или ольхотундры. Распространена по всему Дальнему Востоку, вплоть до южной границы. Растёт по берегам рек на песчаной или каменистой почве, то отдельными пышными деревьями, то в виде кустарниковых рощ, всегда у скал или у лесной опушки. На юге гораздо реже, чем на севере, и только в горах до высоты 300—400 м над уровнем моря. Особенно пышного развития достигает на Амуре, образуя значительные группы деревьев.
В Западной Европе встречается в Альпах и Карпатах, поднимается до высоты 1500 м над уровнем моря. Растёт там по скалистым обнажениям и служит хорошей защитой для удержания лавин и горных потоков.
Ольха зелёная служит убежищем промысловым животным, а также составляет корм лосям в зимний период.

## Хозяйственное значение и использование
В культуре малоизвестна, но может быть использована как крупнолистный декоративный кустарник, осенью долго сохраняющий зелёные листья.
Кора и листья дают краску для звериных шкур.
Весной на пастбищах хорошо поедается скотом. В горных районах Австрии листва в больших количествах используется для скармливания овцам и козам. Считается лучшим предшественником ценных древесных пород при облесении горных склонов.

## Классификация

### Таксономия
Alnus alnobetula (Ehrh.) K.Koch, 1872, Dendrologie 2(1): 625
Вид Ольха зелёная относится к роду Ольха (Alnus) семейства Берёзовые (Betulaceae) порядка Букоцветные (Fagales). Таксономическая схема в соответствии с Системой APG IV по состоянию на июнь 2024 года:
|  |                                      |  |                                   |                                   |                     |  | ещё 6 семейств | ещё 6 семейств |                   |  |                          |  | еще 46 подтвержденных видов и 39 таксонов, ожидающих подтверждения | еще 46 подтвержденных видов и 39 таксонов, ожидающих подтверждения |  |
|  |                                      |  |                                   |                                   |                     |  | ещё 6 семейств | ещё 6 семейств |                   |  |                          |  | еще 46 подтвержденных видов и 39 таксонов, ожидающих подтверждения | еще 46 подтвержденных видов и 39 таксонов, ожидающих подтверждения |  |
|  |                                      |  |                                   | порядок Букоцветные               |                     |  |                |                | род Ольха         |  |                          |  |                                                                    |                                                                    |  |
|  |                                      |  |                                   | порядок Букоцветные               |                     |  |                |                | род Ольха         |  | 5 внутривидовых таксонов |  |                                                                    |                                                                    |  |
|  | отдел Цветковые, или Покрытосеменные |  |                                   |                                   | семейство Берёзовые |  |                |                | вид Ольха зелёная |  |                          |  |                                                                    |                                                                    |  |
|  | отдел Цветковые, или Покрытосеменные |  |                                   |                                   |                     |  |                |                |                   |  |                          |  |                                                                    |                                                                    |  |
|  |                                      |  | ещё 63 порядка цветковых растений | ещё 63 порядка цветковых растений |                     |  |                | ещё 5 родов    | ещё 5 родов       |  |                          |  |                                                                    |                                                                    |  |
|  |                                      |  |                                   | ещё 63 порядка цветковых растений |                     |  |                |                | ещё 5 родов       |  |                          |  |                                                                    |                                                                    |  |

### Внутривидовые таксоны
В рамках вида выделяются пять подвидов:
- Alnus alnobetula subsp. alnobetula — Центральная, Южная и Восточная Европа
- Alnus alnobetula subsp. crispa (Aiton) Raus — от субарктической Америки до Северной Каролины
- Alnus alnobetula subsp. fruticosa (Rupr.) Raus — Ольха кустарниковая; север Европейской части России, Сибирь, Дальний Восток, Монголия, от Аляски до Калифорнии
- Alnus alnobetula subsp. sinuata (Regel) Raus — Ольха вырезанная, или Ольха камчатская; от Дальнего Востока России до Северного Китая, Сахалин, Япония, от Аляски до Калифорнии и Вайоминга
- Alnus alnobetula subsp. suaveolens (Req.) Lambinon & Kerguélen — Корсика